# Cornville (Arizona)
Cornville es un lugar designado por el censo ubicado en el condado de Yavapai en el estado estadounidense de Arizona. En el Censo de 2010 tenía una población de 3280 habitantes y una densidad poblacional de 95,91 personas por km².

## Geografía
Cornville se encuentra ubicado en las coordenadas 34°44′21″N 111°54′31″O / 34.73917, -111.90861. Según la Oficina del Censo de los Estados Unidos, Cornville tiene una superficie total de 34.2 km², de la cual 34.2 km² corresponden a tierra firme y (0%) 0 km² es agua.

## Demografía
Según el censo de 2010, había 3.280 personas residiendo en Cornville. La densidad de población era de 95,91 hab./km². De los 3.280 habitantes, Cornville estaba compuesto por el 91.25% blancos, el 0.43% eran afroamericanos, el 1.16% eran amerindios, el 0.21% eran asiáticos, el 0.03% eran isleños del Pacífico, el 4.45% eran de otras razas y el 2.47% pertenecían a dos o más razas. Del total de la población el 11.89% eran hispanos o latinos de cualquier raza.